# زمانه (مجموعه تلویزیونی)
زمانه یک مجموعه تلویزیونی ایرانی به کارگردانی حسن فتحی و نویسندگی علیرضا کاظمی‌پور، سعید جلالی و سعید تشکری و تهیه‌کنندگی اسماعیل عفیفه در ژانر عاشقانه و درام اجتماعی است که از ۲۶ آذر تا ۲ اسفند ۱۳۹۱ در ۴۹ قسمت از شبکه سه سیما پخش شده است.
پریناز ایزدیار و حمید گودرزی بازیگران اصلی آن هستند. این مجموعه با بازخورد مثبتی از سوی مخاطبان و منتقدان همراه بود و از طریق شبکه سحر و شبکه الکوثر به‌طور گسترده در شبه قاره هند، خاورمیانه، آمریکای شمالی، اروپا و شمال آفریقا منتشر شد.

## خلاصه داستان
قرار بود بهزاد با بهار که دختر عمویش بود ازدواج کند. بیست سال پیش پدر بهزاد بر اثر یک اتفاق کشته شد و عمویش حسام سرپرستی آنها را به عهده گرفت. حسام مردی ثروتمند و صاحب کارخانه است. در اینجا شبهاتی پیش آمد که حسام پدر بهزاد را به قتل رسانده و بهزاد به همین دلیل از عمویش شکایت کرد و ارغوان آذرنیا وکیل او می‌شود. آنها در حین پیشبرد پرونده به یکدیگر علاقمند شده و بهزاد تصمیم گرفت علی‌رغم قولی که به بهار دختر عمویش داده با ارغوان ازدواج کند. آنها صیغه موقت و پنهانی کرده و هیچ‌کس از این موضوع اطلاع نداشت تا اینکه سرانجام ازدواج آنها نیز بنا به دلایلی به‌هم خورد و بهزاد با دختر عمویش ازدواج کرد. ولی بعداً این قضیه لو رفت و ماجرا بسیار پیچیده شد…

## بازیگران
| بازیگر           | نقش                |
| ---------------- | ------------------ |
| پریناز ایزدیار   | ارغوان آذرنیا      |
| حمید گودرزی      | بهزاد فروزان‌فر     |
| حسین محجوب       | حسام فروزان‌فر      |
| مهرانه مهین‌ترابی | فاطمه فروزان‌فر     |
| شهرام قائدی      | منوچهر جهانبخش     |
| هومن برق‌نورد     | مهران نیکخواه      |
| امید روحانی      | دکتر فریدون داوودی |
| آیدا فقیه‌زاده    | بهار فروزان‌فر      |
| فریبا متخصص      | سرور               |
| حسین مهری        | سینا آذرنیا        |
| رؤیا میرعلمی     | ثریا فروزان‌فر      |
| تبسم هاشمی       | هما آذرنیا         |
| ویدا جوان        | نگار فروزان‌فر      |
| حشمت‌الله آرمیده  | دلاور مستوفی       |
| معصومه آقاجانی   | مهدخت              |
| صفا آقاجانی      | گوهر مرادیان       |
| بهنام قربانی     | سهیل خرم           |
| محمد برسوزیان    | همایون آذرنیا      |
| مختار سائقی      | پدر دانش آموز      |
| متین ستوده       | ستاره              |
| میثم رازفر       | حبیب               |
| سیامک اشعریون    | همسایه بهزاد       |

### بازیگران کنار گذاشته شده
امین تارخ قرار بود در نقش «عمو» حضور یابد. او قرارداد هم بست و چند روزی مقابل دوربین آمد اما به دلیل آماده نبودن فیلم‌نامهٔ کامل، فرجام این شخصیت هم در داستان مشخص نبود و به همین دلیل امین تارخ نگران این شخصیت بود که در روند آتی داستان چه سر و شکلی پیدا خواهد کرد؟! به دلیل نامشخص بودن شخصیت عمو در داستان، او از حضور در ادامه سریال عذرخواهی کرد و پس از چند روز تصویربرداری، از گروه جدا شد.
لیندا کیانی دیگر بازیگر این سریال بود که برای ایفای نقش ارغوان در نظر گرفته شده بود اما با نظر حسن فتحی پریناز ایزدیار جایگزین وی شد.

## مراحل تولید
زمانه حاصل ششمین همکاری میان حسن فتحی و اسماعیل عفیفه (تهیه‌کننده) است. آن‌ها در سریال‌های همسایه‌ها، فردا دیر است، میوه ممنوعه و دنده معکوس (تله فیلم) با یکدیگر همکاری داشته‌اند.
مقدمات ساخت سریال زمانه در اواخر پخش سریال در مسیر زاینده‌رود شکل گرفت. فیلم‌نامه سریال از سوی تهیه‌کننده و علیرضا کاظمی‌پور (نویسنده) به شبکه یک سیما پیشنهاد شد. شبکه یک پس از چند ماه اعلام کرد موضوع این فیلم‌نامه مناسب این شبکه نیست. پس از آن، فیلم‌نامه به شبکه سه پیشنهاد شد. مدیر گروه فیلم و سریال شبکه سه سیما با مطالعهٔ فیلمنامه، آن را در مسیر تولید انداخت و اعلام کرد نتیجهٔ کار سریالی جذاب خواهد شد. هنگام ارائهٔ سریال به شبکه سه، حسن فتحی برای انجام کاری در فرانسه بود.
نیمه‌های سال ۹۰ کارهای مقدماتی مربوط به ساخت سریال انجام شد و از اسفند ماه تصویربرداری سریال آغاز شد. در مقطع آغاز تصویربرداری خبری دربارهٔ تولید این سریال منتشر نشد و تا مدت‌ها قاعدهٔ «سکوت خبری» بر ساخت این سریال حاکم بود. در فیلمنامهٔ اولیه این سریال آمده که ارغوان علیرغم اینکه همسر موکل خودش شده است، همچنان به رابطه نامشروع خودش با دوست پسر سابقش بهزاد ادامه می‌دهد تا جایی که دکتر می‌میرد و دست بهزاد برای خانواده همسرش رو می‌شود و در نتیجه به آغوش ارغوان بر می‌گردد. در نهایت با فروش ویلایی که از دکتر به ارغوان به ارث رسیده بود عاشق و معشوق قصه ما برای همیشه به آمریکا سفر می‌کنند. در فیلم‌نامه اولیه داستان سریال روایتی خطی و کلاسیک نبود. فیلم‌نامه اولیه به گونه‌ای بود که در آن مخاطب هربار با یک شخصیت همراه می‌شد و قصه مربوط به او در سریال مطرح می‌شد. در قسمت بعد نیز فیلم‌نامه دوباره بر یک شخصیت متمرکز می‌شد و گاهی فیلم‌نامه به سراغ شخصیت‌های دیگر نیز می‌آمد.
تهیه‌کننده و کارگردان طی مشورت با یکدیگر به این نتیجه رسیدند که این فیلم‌نامه ممکن است برای مخاطب امروز تلویزیون چندان عادی نباشد و به همین دلیل فیلم‌نامه هم‌زمان با ساخت بازنگری و به یک اثر کلاسیک تبدیل شد.

## پخش
سریال زمانه نخستین بار در آذر ۱۳۹۱ شامل ۴۹ قسمت از شبکه سه سیما منتشر شد و با استقبال گسترده منتقدان و مخاطبان همراه بود. در تاریخ ۲۸ اردیبهشت ۱۴۰۰ این سریال با مدیریت دوبلاژ فرزاد مشعوف، از طریق شبکه سحر به زبان اردو دوبله شده و به‌طور گسترده در شبه قاره هند و پاکستان انتشار یافت. همچنین این سریال در تاریخ ۱۳ تیر ۱۴۰۰ از طریق شبکه الکوثر در اختیار مخاطبان مسلمان و عرب زبان کشورهای خاورمیانه، آمریکای شمالی، اروپا و شمال آفریقا قرار گرفت. تکرار این مجموعه بارها از شبکه‌های تلویزیونی ایرانی پخش و همواره با استقبال خوب مخاطبان و تعداد بازدیدکنندگان بالا مواجه شده است.

## بازخورد

### بازخورد منتقدان
«رضا درستکار» منتقد سینما عنوان کرد: «حسن فتحی در سریال زمانه تبدیل شدن ضدارزش به ارزش را واکاوی می‌کند. سریال زمانه در دوران شکست تلویزیون یکی از اتفاقات خوب تلویزیون است و به جای اینکه حقیقت را دروغ جلوه دهد دروغ در جامعه را به شکل حقیقی نشان می‌دهد».
جبار آذین منتقد سینما بیان کرد: «سریال زمانه به دلیل امتیازهای فراوانش جایگاه شایسته‌ای را در میان سریال‌های اجتماعی و خانوادگی تلویزیون و همچنین کارنامه هنری این کارگردان دارد. بازی‌های خوب پریناز ایزدیار، هومن برق نورد و تا حدی حمید گودرزی باعث شده است تا بر نقاط قوت کار افزوده شود.»
«یاسمن خلیلی فرد» منتقد سینما گفت: «زمانه را می‌توان سریالی به حساب آورد که با رعایت استانداردهای لازم می‌تواند سر و گردنی بالاتر از آثاری در همین مدیوم و ژانر قرار گیرد. از نقاط قوت این سریال طرح و پرداخت شخصیت‌های آن است. بازی پریناز ایزدیار را می‌توان بهترین بازی این سریال در کنار هنرمندان پیشکسوتی چون حسین محجوب، هومن برق‌نورد و فریبا متخصص در نظر گرفت.»
کیانوش عیاری کارگردان مطرح سینما نیز یکی از علاقه مندان و طرفداران جدی سریال زمانه است و بارها علاقه خود به این سریال را با حسن فتحی ابراز کرده است.

### جوایز و نامزدی‌ها
| سال  | جشنواره            | رده                   | دریافت‌کننده    | نتیجه    | منبع   |
| ---- | ------------------ | --------------------- | -------------- | -------- | ------ |
| ۱۳۹۳ | چهاردهمین جشن حافظ | بهترین بازیگر زن درام | پریناز ایزدیار | نامزدشده | [ ۱۶ ] |